# Hillbilly
 Hillbilly  er en (ofte nedladende) betegnelse for folk, som bor i bjergegne; primært befolkningen i Appalacherne, en bjergkæde i staterne Kentucky, Virginia, Tennessee og Carolina i USA.
De er især domineret af efterkommere af de mange irske emigranter fra den store hungersnød i Irland i 1850'erne da kartoffelhøsten slog fejl.
De har især ernæret sig ved små landbrug fra deres blokhuse og minedrift, der især har været efter kul, og der har været tendens til hjemmebrænderi i området, som i den lokale slang kaldes moonshine.
Udenfor deres område er de mest berømt for deres musik, se oldtime, country og bluegrass.